# 萱振
萱振（かやふり）は、大阪府八尾市内の一地域。現住所表記施行前の大字萱振だった地域。
現住所表記の萱振町、楠根町、小畑町、長池町、光町、桜ヶ丘、緑ヶ丘、旭ヶ丘の各町にあたる。

## 歴史

### 近代以前
（日本 > 畿内 > 河内国 > 若江郡 > 萱振村、南萱振村）
萱振村、南萱振村は若江郡に属し、八尾から北の若江各村へ通じる街道（河内街道）沿いに位置し、村の中心部は街道に接している。付近を流れる楠根川の水運で栄えたと考えられている。

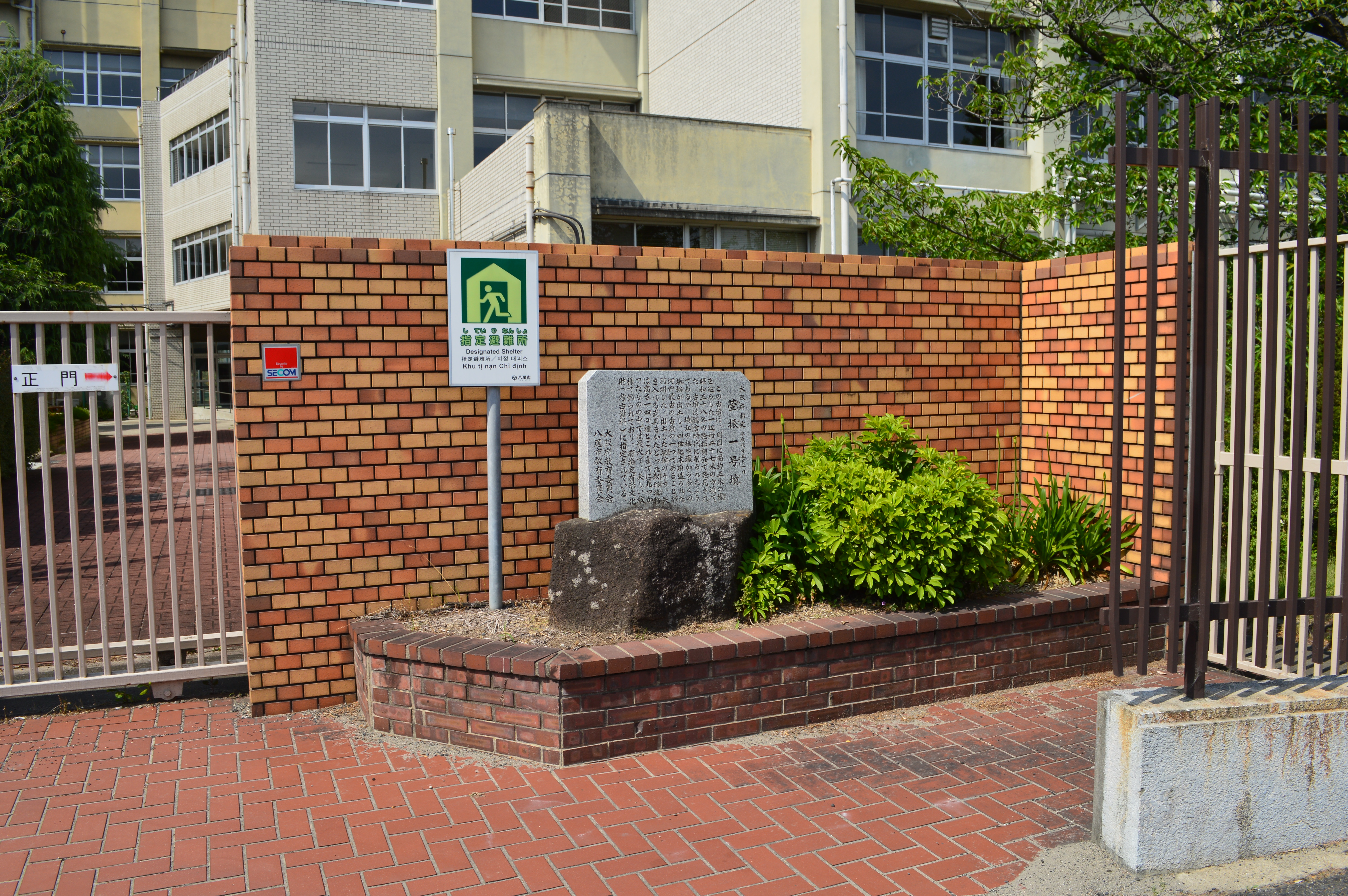
萱振1号墳跡

縄文時代にはすでにこの辺りに人々が住居を築いていたとされ、現在の萱振町7丁目にある八尾北高校の建設工事に伴う発掘調査で縄文晩期の土器片や弥生中期の遺構をはじめ、古墳時代前期の方形墳（萱振1号墳）、奈良時代の建物跡・井戸跡などが発見されている（萱振遺跡）。
室町時代初期・南北朝時代に萱振城がこの地に築かれ、北朝方の拠点の一つであったとされている。延元3年（1338年）に南朝方の高木遠盛と天王寺から来た北軍とがこの地でぶつかり合戦となり、南朝方は城を焼き払い、辺りは焼け野原となった。
その後、康正2年（1456年）には､畠山政長と畠山義就がこの地で合戦をしていることが『南方紀伝』に記されている。同族同士の戦いだったため、敵味方を区別するため幟を旗印としたが、これが旗差物を用いた最初の戦とされている。
16世紀に入ると、河内国の国人である萱振氏が畠山氏の家臣として当時の史料に登場する。萱振の地名の由来は、萱振氏の出身地であること、あるいは萱振氏がこの辺りを勢力地としていたこととされている。河内国守護所である高屋城に居城していたが、萱振賢継の時に安見宗房に攻め滅ぼされた。
文明2年（1470年）に本願寺の蓮如上人がこの地に恵光寺を建立。その後、蓮如の息子の蓮淳が初代住持として入ると、周囲に環濠を巡らすようになり、環濠集落、寺内町の様相をなして、一向宗の拠点となっていった。
天正2年（1574年）、三好一族が石山本願寺と示し合わせて萱振城に立て籠もり、織田信長と対峙したが攻められて、この辺りはまたもや焼け野原となった。
江戸時代には幕府直轄領となり、のちに萱振村は大坂城代に、南萱振村は大坂定番により支配された。石高は萱振村が1345石余り、南萱振村が360石余り。享和元年（1801年）に萱振村の596石余と南萱振村が大和郡山藩支配地となり幕末に至っている。

### 明治以降
享和元年以降の大和郡山藩支配地は南萱振村となったが、明治19年（1886年）に萱振村と合併。
1889年4月1日の市町村制施行に伴い、八尾町、大信寺新田、西郷村、東郷村、木戸村、庄之内村、成法寺村、今井村、別宮村、八尾座村のほか、周囲にある佐堂村、穴太村、萱振村、小阪合村、八尾中野村、山本新田が合併し、八尾村となる。萱振村は八尾村の大字萱振となる。
1930年に旧南萱振村だった地域に八尾競馬場が建設され、1938年まで当地でレースが開催された。その間、1936年に大火事となり観客スタンドが全焼している。
1970年代に旧萱振村から旧南萱振村地域を縦断する都市計画道路（萱振曙川線、現在の府道八尾道明寺線）が建設され、沿道は商業地として発展していった。

## 地理

### 萱振町

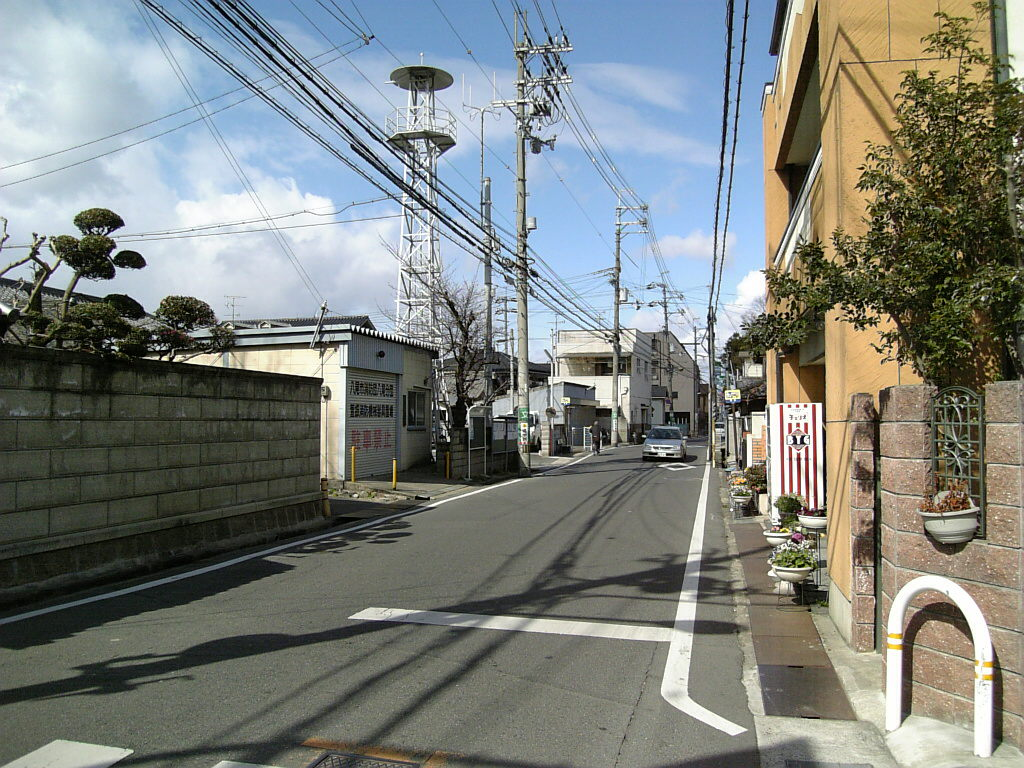
河内街道（近鉄バス萱振停留所付近）

市町村制施行前の萱振村だった地域は、河内街道旧街道沿いにある旧萱振集落とその東側一帯の地域である。萱振集落は恵光寺を中心とした寺内町・環濠集落であった。現在も幅2 - 3mの環濠の大半がそのまま残っている。また、恵光寺南西の八尾道明寺線の間の一帯は「シロンド」（城土居）と呼ばれ、その辺りに萱振城があったとされる。
主な施設、旧跡
（萱振町1 - 7丁目）
- 恵光寺
別名「萱振御坊」。萱振寺内町の中心となる寺院である。
- 加津良神社
- 八尾萱振郵便局
- 大阪府立八尾北高等学校

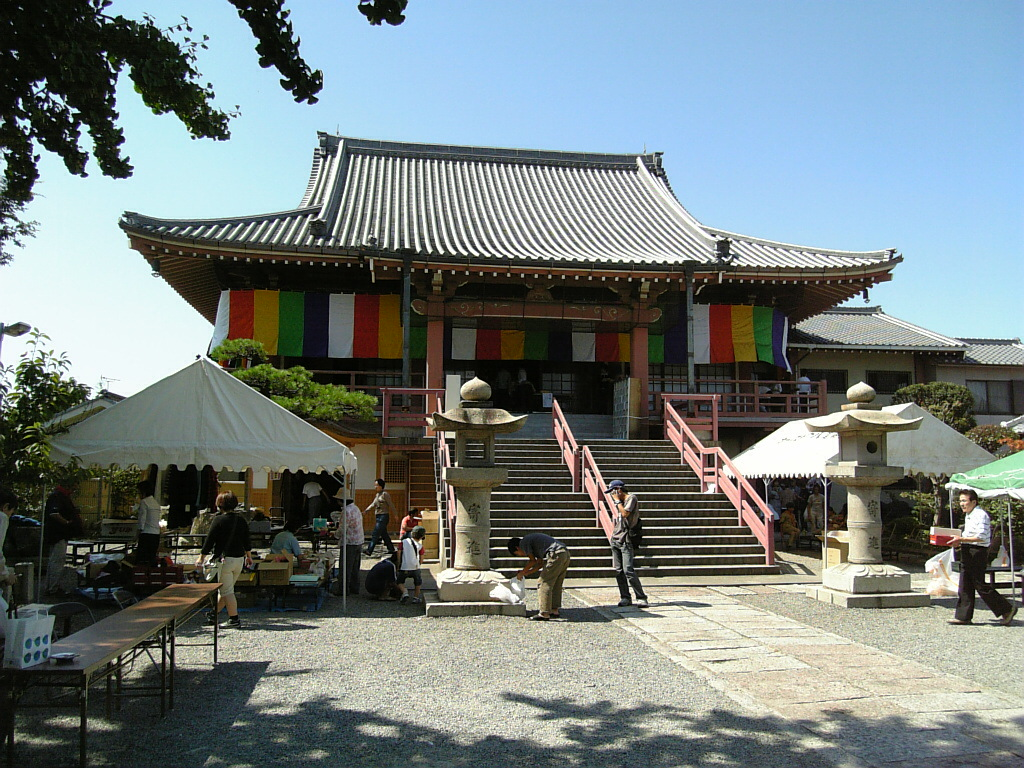
萱振御坊 恵光寺（萱振町4-1）
加津良神社（萱振町5-27）

### 小畑町、長池町
市町村制施行前は萱振村の一部。萱振環濠集落の東側にあたる。
主な施設、旧跡
（小畑町1 - 4丁目）
（長池町1 - 5丁目）
- 八尾市立長池小学校

### 楠根町
市町村制施行前は萱振村の一部。萱振環濠集落の西側にあたる。楠根川が町内を南北に流れ、沿岸周辺に中小工場が立地している。
（楠根町1 - 5丁目）

### 光町
市町村制施行前は南萱振村の一部（ただし西郷村、木戸村、東郷村の領地も混在していた）。近鉄八尾駅前の北側にあたる。1978年の再開発で八尾駅周辺が高架化のうえ、現在の山城町あたりから移転し、駅前広場や雑居ビル、西武百貨店が出来、辺りは商業地となっている。
主な施設、旧跡
（光町1,2丁目）
- 近鉄八尾駅前バスターミナル
- リノアス八尾。西武百貨店が閉店後にオープンした総合商業施設、隣のアリオ八尾と繋がっている。
- アリオ八尾
コクヨ八尾工場跡地に設けられた、イトーヨーカ堂を核店舗とする複合商業施設。
- 八尾市文化会館（プリズムホール）

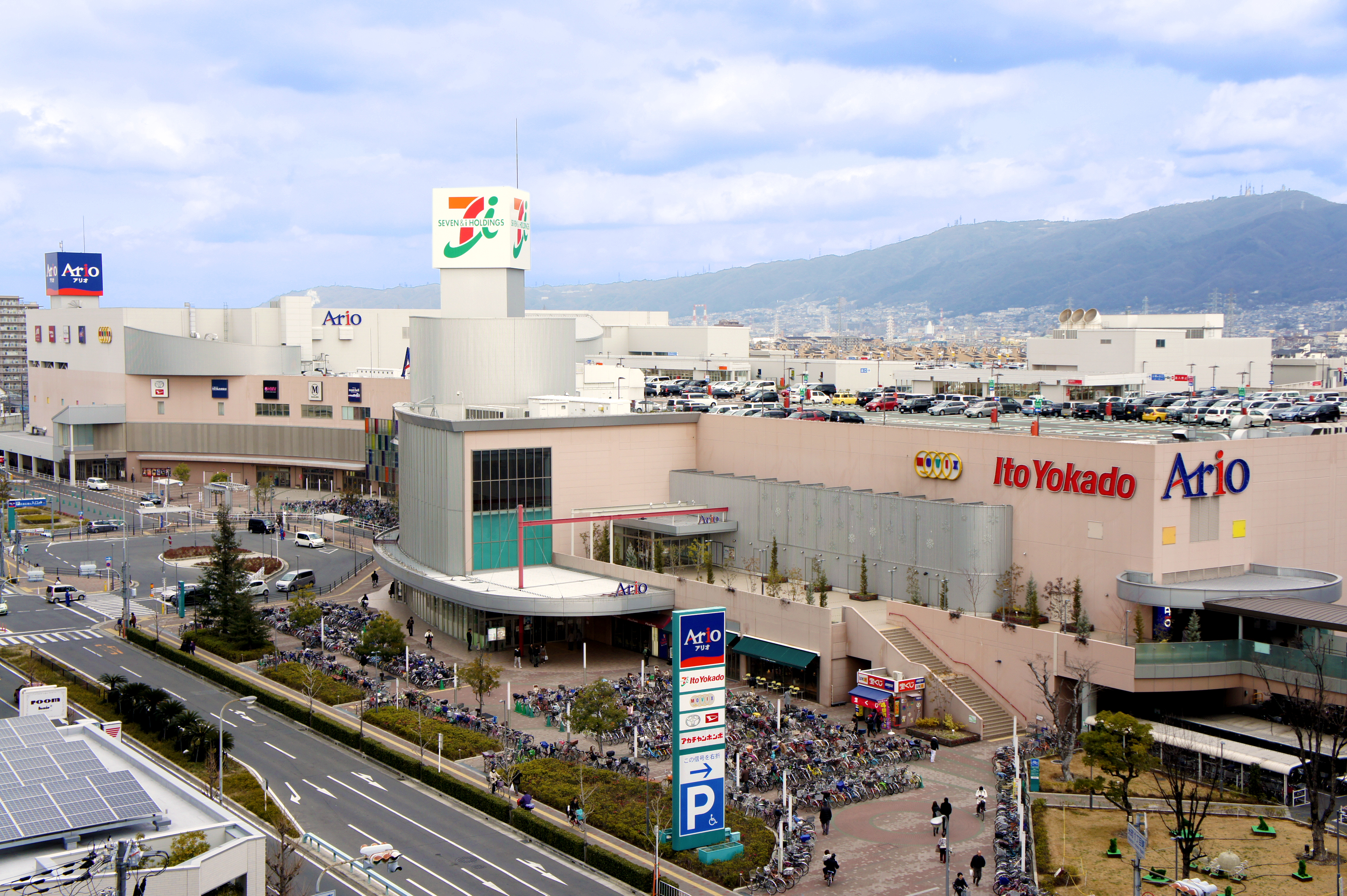
アリオ八尾（光町2-3）
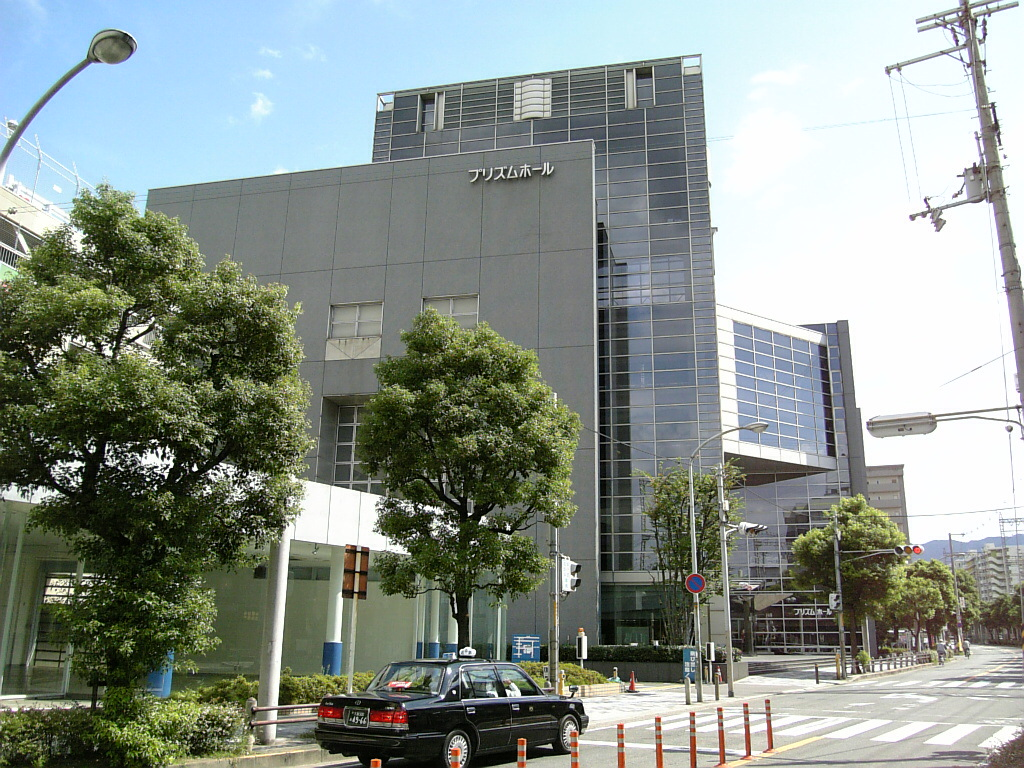
八尾市文化会館プリズムホール（光町2-40）
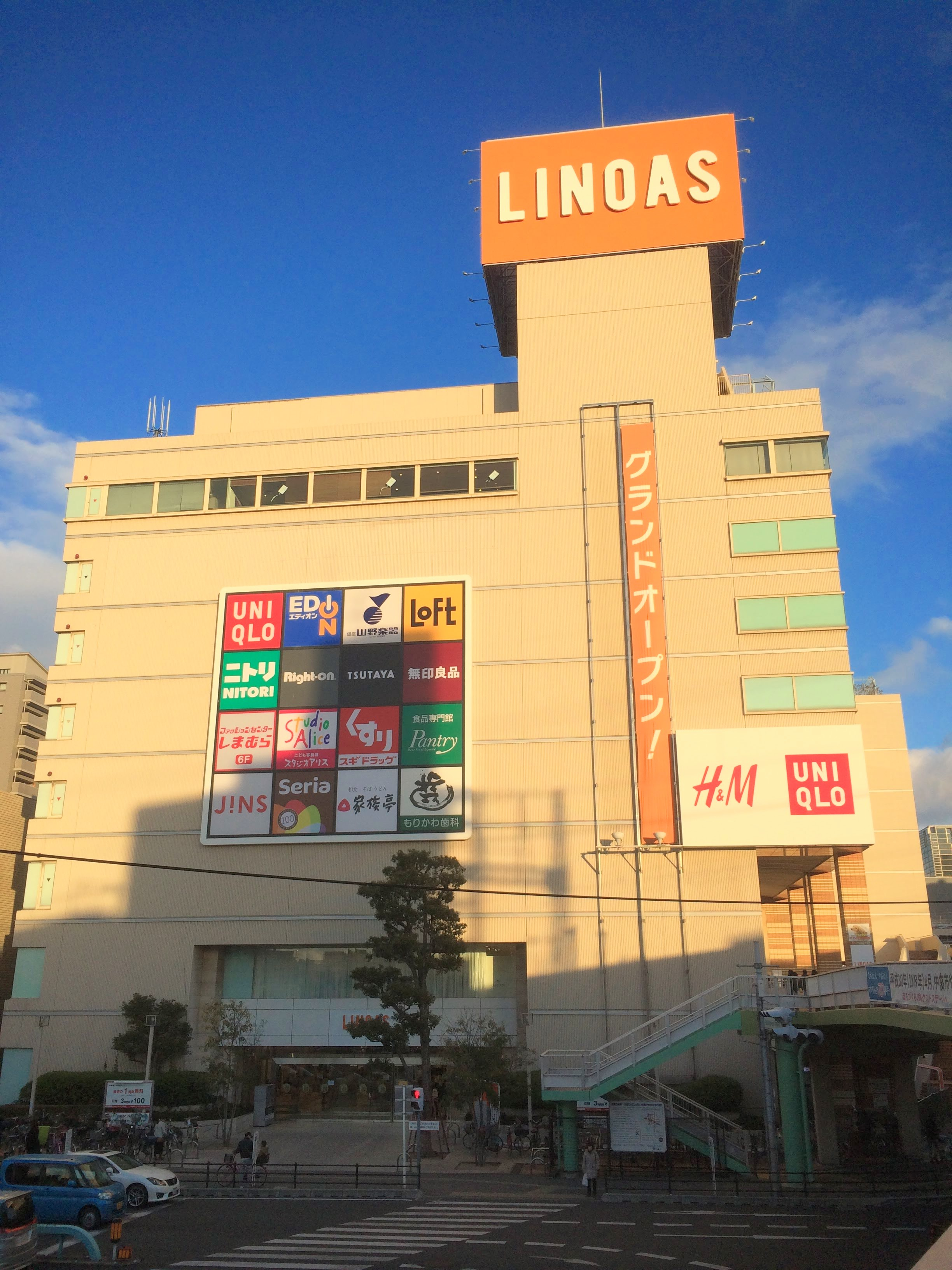
リノアス(元西武百貨店跡)

### 緑ケ丘、旭ケ丘、桜ケ丘

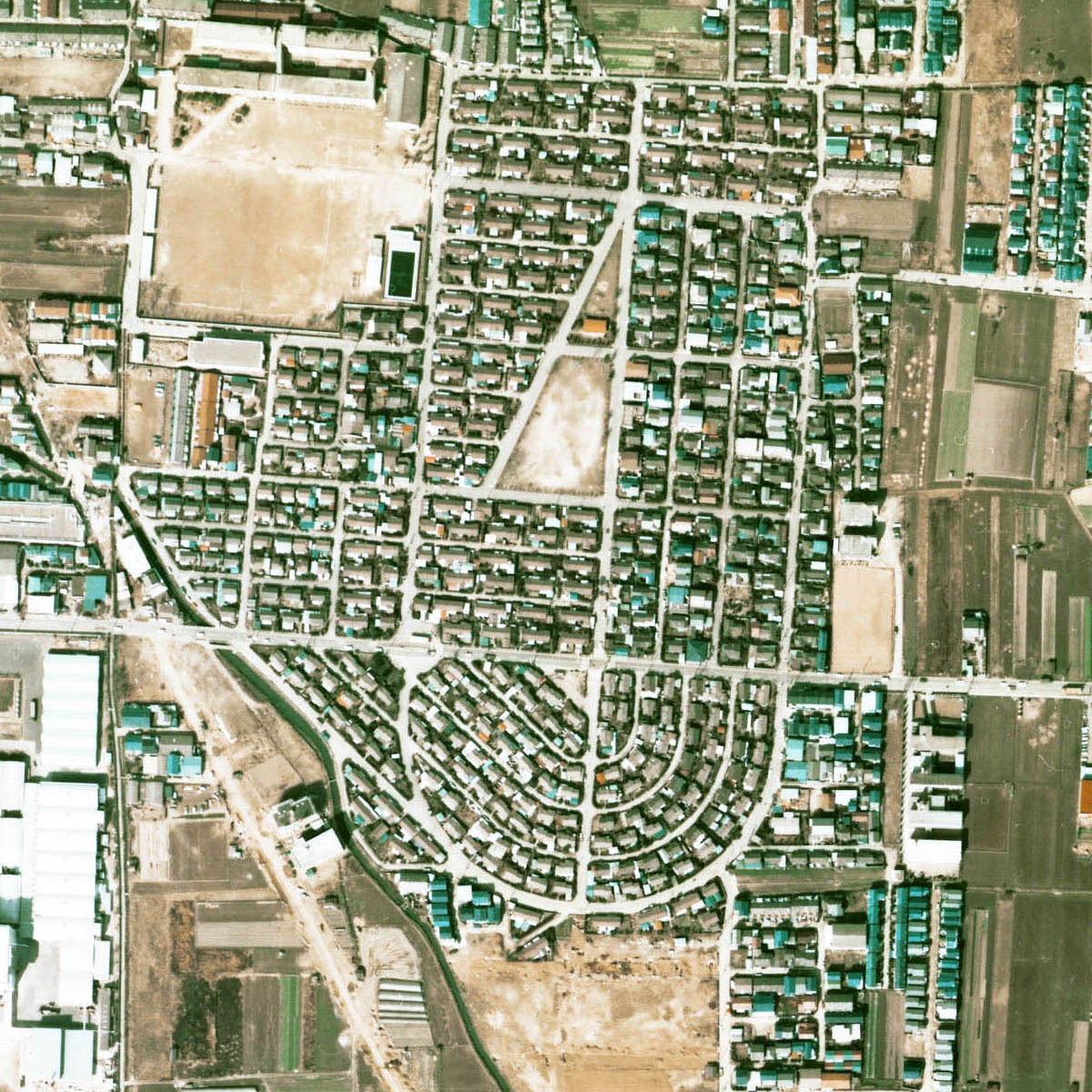
1974年撮影の府営八尾緑ケ丘住宅周辺の航空写真。
鉄筋の建物に建て替える前であり、道路区画にかつての「八尾競馬場」コースの面影が残っていた。近くの楠根川は改修前、府道八尾道明寺線（青山通り）は敷設工事中。

市町村制施行前は南萱振村の一部（ただし旭ケ丘・桜ケ丘地区では旧木戸村、東郷村、成法寺村、小阪合村などの領地も混在していた）。近鉄大阪線より北側の、青山通りや楠根川に沿った地域。かつて現在の旭ケ丘5丁目から北側の桜ヶ丘にかけての地域に「八尾競馬場」があったが、現在は府営八尾緑ケ丘住宅などになっている。

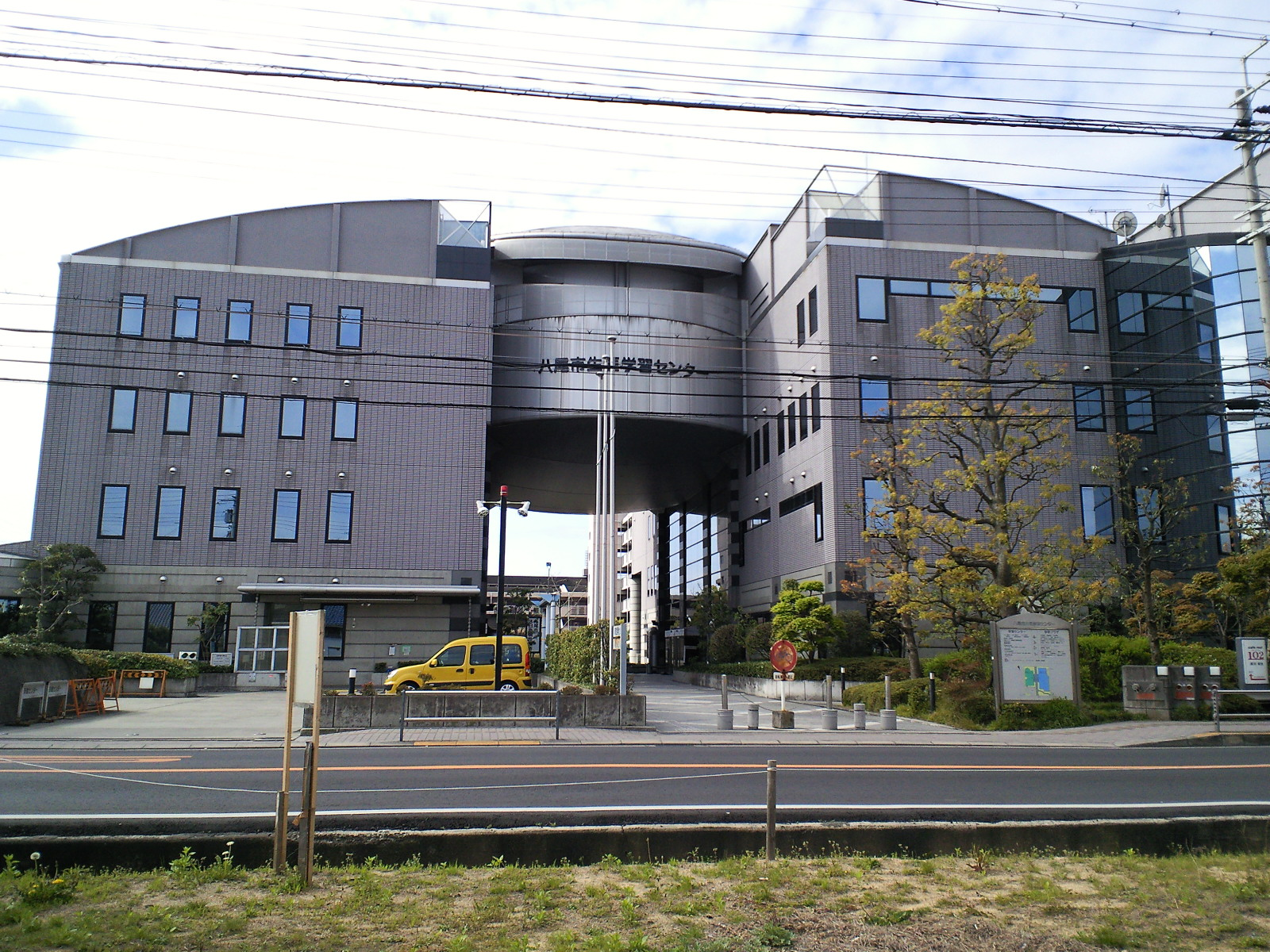
八尾市生涯学習センター「かがやき」 （旭ヶ丘5-85-16）
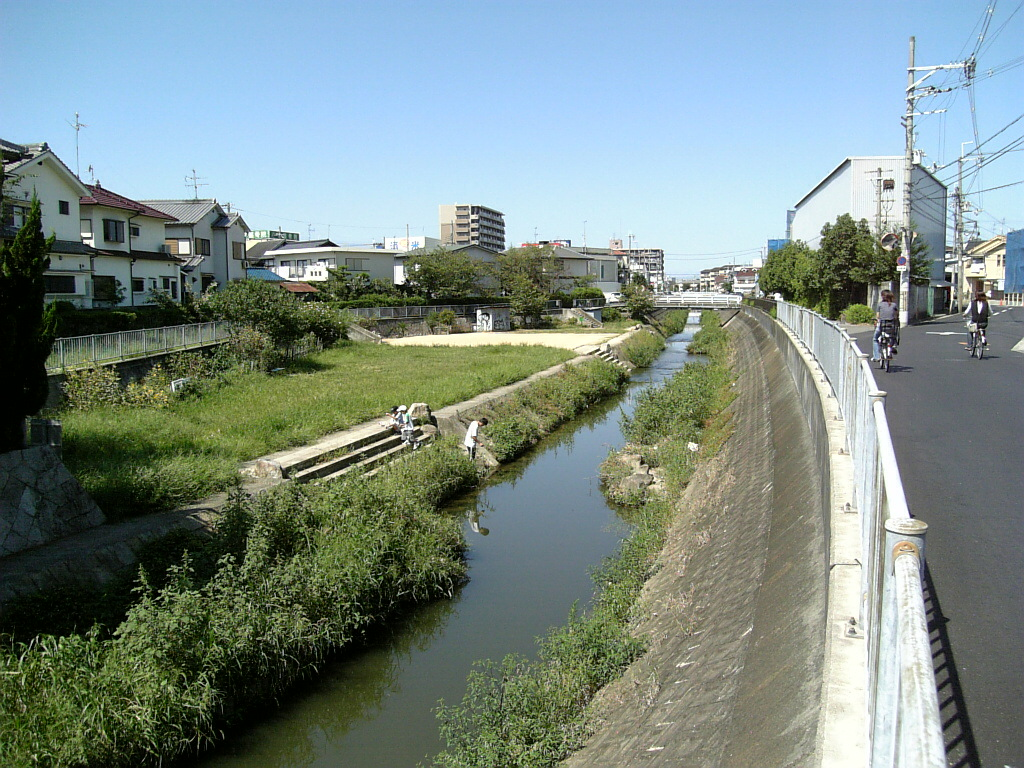
楠根川（旭ケ丘1丁目付近）

主な施設、旧跡
（緑ケ丘1 - 5丁目）
- 八尾市立八尾中学校
- 八尾緑ケ丘郵便局

（旭ケ丘1 - 5丁目）
- メロディアン本社工場・研究所
- 興妙寺
- 八尾市生涯学習センター「かがやき」
  - 八尾市保健センター

- 八尾市生涯学習センター「かがやき」
（旭ヶ丘5-85-16）
- 楠根川（旭ケ丘1丁目付近）

（桜ケ丘1 - 4丁目）
- 八尾年金事務所
- 大阪信用金庫八尾桜ケ丘支店
- 近畿産業信用組合八尾支店

## 参考資料
- 『大阪府の地名II』平凡社〈日本歴史地名大系〉、1986年、1002-1003頁。ISBN 4-582-49028-X。
- 『八尾の史跡』（八尾市 刊行物番号 H10-103）